# St. Michael (Hofstetten)

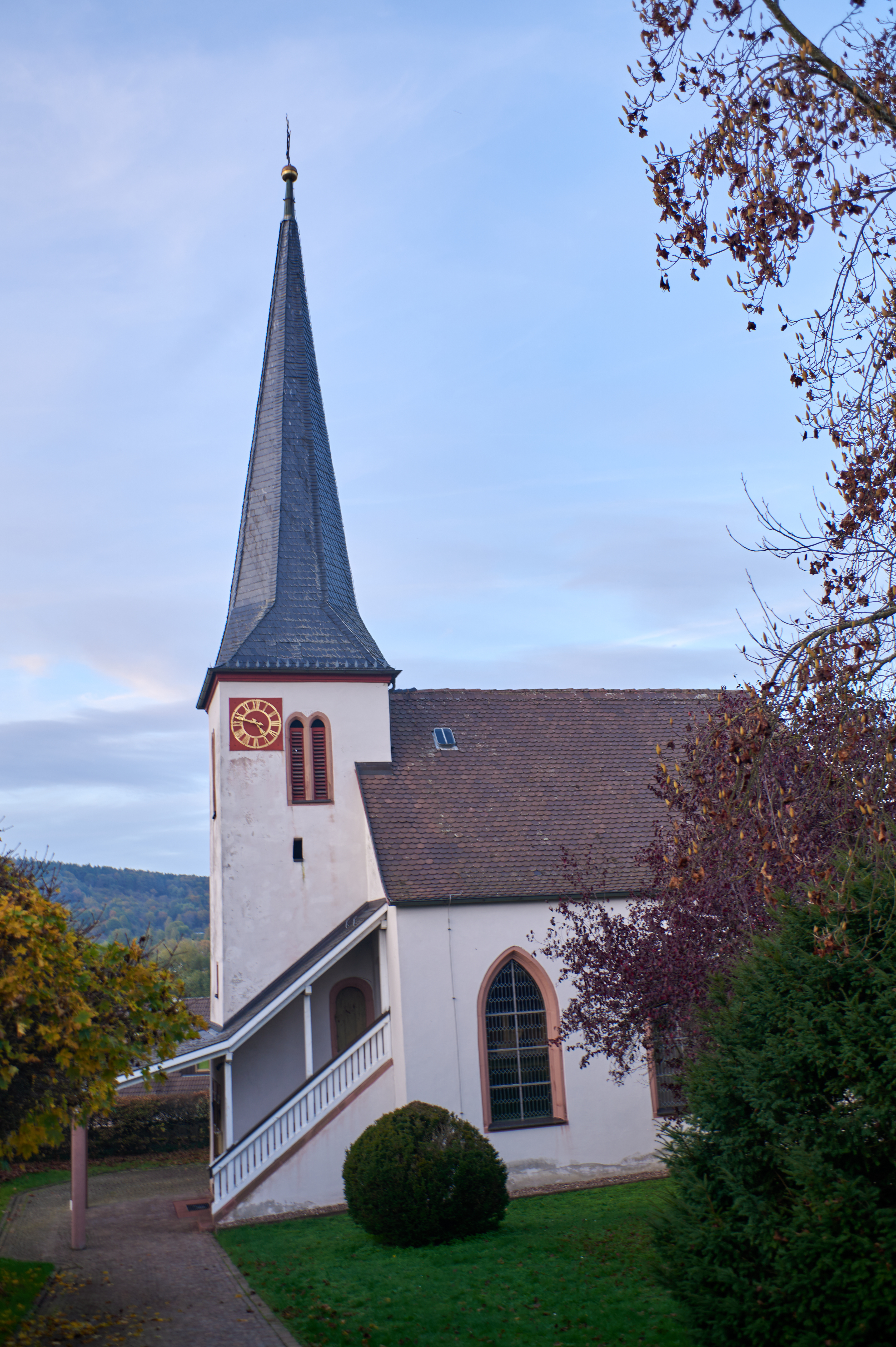
St. Michael (Hofstetten)

Die römisch-katholische Pfarrkirche St. Michael steht in Hofstetten, einem Gemeindeteil von Gemünden am Main im unterfränkischen Landkreis Main-Spessart in Bayern. Das denkmalgeschützte Bauwerk entstand Anfang des 17. Jahrhunderts. Die Pfarrei gehört zur Pfarreiengemeinschaft An den drei Flüssen (Gemünden) im Dekanat Karlstadt des Bistums Würzburg.

## Beschreibung
Die 1606 bis 1610 gebaute Saalkirche besteht aus einem Langhaus, einem mit diesem fluchtenden, dreiseitig geschlossenen Chor im Osten und einem stark vortretenden Fassadenturm im Westen, der mit einem achtseitigen, schiefergedeckten Knickhelm bedeckt ist. Sein oberstes Geschoss beherbergt die Turmuhr und den Glockenstuhl. Der Innenraum des Langhauses ist mit einer Flachdecke überspannt, der des Chors mit einem Gewölbe. Zur Kirchenausstattung gehören eine um 1520 entstandene Pietà über dem Altar und eine Anna selbdritt.